# اللعب بالنار (فلم 1948)
اللعب بالنار فيلم مصري أُنتج عام 1948، من تأليف عمر جميعي وزكي إبراهيم وإخراج عمر جميعي وبطولة زوزو ماضي ومحمود المليجي وشريفة فاضل.

## قصة الفيلم
الصاغ رأفت وسهام زوجان سعيدان مع ابنتهما ناديه حيث تخفى سهام علاقة سابقة عن زوجها رأفت. فجأة يظهر أدهم في حياة الزوجين وابنتيهما ناديه التي تشعر بكراهيتها لهذا الرجل الذي نكتشف أنه صاحب العلاقة السابقة مع سهام. يحاول أدهم استعادة حبه القديم ولكن سهام تصده وتنهره، فينسحب في هدوء ظاهري حيث يخفى الحقد على رأفت ونية الانتقام، حيث ينجح في فصل رأفت من عمله. يعيش هذا البيت الذي كان هادئا في أزمات مالية متتابعة والتي تضيق بها سهام، إلى أن تطلب الطلاق من رأفت لتتزوج من ادهم الموسر دون ان تعلم أنه كان سببا في فصل رأفت من البوليس، لكن ناديه تعمل على كشف أدهم وآلاعيبه لتخبر أمها بما فعل وبنواياه لتستطيع سهام التخلص منه في النهاية بمساعدة إبنتها ناديه والعودة مرة أخرى إلى رأفت الزوج المخلص.

## فريق العمل
إخراج: عمر جميعي
تأليف:
- زكي إبراهيم
- عمر جميعي

إنتاج: عمر جميعي
طاقم العمل:
- زوزو ماضي
- محمود المليجي
- شريفة فاضل
- فريد شوقي
- محمود شكوكو
- زينات صدقي
- نعيمة جمال
- نادية صابر

## روابط خارجية
- اللعب بالنار على موقع IMDb (الإنجليزية)
- اللعب بالنار على موقع قاعدة بيانات الأفلام العربية
- اللعب بالنار على الدهليز
- اللعب بالنار على كاروهات